# イギリス沿岸警備隊
イギリス沿岸警備隊（イギリスえんがんけいびたい、英語: His Majesty's Coastguard, HMCG）は、イギリスの沿岸警備隊。海上の安全および環境保護に関する業務を扱っており、1998年以降は海事沿岸警備庁（Maritime and Coastguard Agency, MCA）の管理下にある。名称は、軍隊組織である米沿岸警備隊（USCG）と同じ「沿岸警備隊」（CG）だが、領海警備や沿岸警備はイギリス海軍が行っており、事実上はレスキュー隊に近い。
HMCGは海難防止と救出が任務である。主要な港と海辺の町には沿岸警備隊の事務所があり、救助隊を派遣したり、救助の状況を確認し指揮している。また、いくつかの指揮所が英国のあちこちにある。この指揮所では船の往来の監視と救難信号の監視を行っている。船の往来の監視のために、沿岸警備隊は英国の周囲を3つの沿岸警備隊捜索救難区（Coastguard Search and Rescue Regions、SRR）に分割監視している。

## 歴史
HMCGは、1809年に関税庁 (Board of Customs) の下に発足した水際取締部隊（Preventive Water Guard）を直接の起源とする。その名の通り、当初の任務は密輸の防止を主眼としていたが、順次に任務が拡大された結果、1822年に現在の組織名に変更された。1854年商船法 (Merchant Shipping Act 1854) により、商務庁がHMCGの装備を管理する責任を負うようになった。一方、1831年にはイギリス海軍予備員（RNR）としての地位が付与されており、1856年の沿岸警備隊法によって海軍本部の管理下に入った。
その後、第一次世界大戦を経て、1923年には商務庁の管理下に戻ったが、1939年には海運省 (Minister of Shipping) に移管されたのち、第二次世界大戦を受けて1940年より海軍の管理下となり、志願者が予備沿岸警備隊員として編入されて、通信や化学防護訓練を受けた。1945年の終戦とともに予備沿岸警備隊員は解散し、HMCGは再び文民組織となり、戦時輸送省 (Ministry of War Transport) の管理下となった。その後、1959年には再び商務庁の管理下に入ったが、1983年には運輸省へと移管された。
1994年には、HMCGを管理するため、運輸省所管の執行機関として沿岸警備庁（Coastguard Agency）が設置された。そして1998年、沿岸警備庁は海上安全庁（Marine Safety Agency）と合併し、海事沿岸警備庁（Maritime and Coastguard Agency）となった。

## 役割
HMCGは、管理組織である海事沿岸警備庁（MCA）と協力して、海上における安全性の向上と、海を往来する船や沿岸の人々の生命の犠牲を抑え、1日24時間海で発生する緊急事態に対応するために存在する。これは、MCAが沿岸警備隊により、市民に対する海での捜索・救出サービスの維持をしなくてはいけないことを示している。海事沿岸警備庁内での沿岸警備隊の明確な役割の定義が、海事沿岸警備庁に利用可能な最高の技術を導入することを可能とし、これは英国の沿岸警備隊が捜索・救出を行う組織の世界的なモデルとなっていることを示している。
沿岸警備隊が呼び出される非常事態の典型的な例として以下のものがある。
- 疲労して岸にたどり着けないセイルボーダー
- 観光地の崖から滑り落ちた歩行者
- 舵の制御ができない船
- 急で異常な波にさらされて立ち往生したコンテナ船の乗員
- 急病人の発生
- 石油の採掘に関する事件(例えば火災)
- 崖や橋から身を投げた自殺者

データのコンピュータ化により、それらの事件の全ての場合に、全てのリソースへのアクセスが可能となった。これは、タッチスクリーンに触れることにより、監視事務所から何百マイルも離れた地点や水平線の彼方からであっても、救命艇、ヘリコプター、曳航船、崖への救助隊を呼び出すことが可能となっている。
衛星通信システムは沿岸警備隊に航海中の船舶や海岸沿いの居住者の救難信号を受信可能とした。これらは、100年以上前であったなら、運を頼りに照明弾や叫び声で助けを求め、その一部は効果なく助からなかったような人を救うことが可能となった。昔の救出も迅速ではなかった、当時は、沿岸警備隊が艦船を海岸に着け、メッセンジャーが伝言を歩いて運び、救命艇やLSAの乗組員に指示を行っていたためであった。
沿岸警備隊が国家捜索救助体制(National Search and Rescue Framework)を指導していると言うことは驚くべきことではない。最新鋭の通信系を利用して、全ての緊急サービスの連携を進めることにより、これは初めて海上や陸上や空中で発生する出来事をカバーしようとしている。
沿岸警備隊は、救出のみを考えているわけではない。毎年何千もの事件を扱うにもかかわらず、効率を改善することにより、役員を安全キャンペーンに参加させることを可能とした。毎年、これらのキャンペーンでは海上で発生する事件の最も一般的な原因の解消を目標とし、これらのメッセージは海での娯楽関係のクラブや学校を通して広められる。
また、沿岸警備隊は、その組織の200年にわたる歴史を祝うため、ブリドリントン（Bridlington）近くの ソーワーバイ・ホール（Sewerby Hall）に博物館を所有している。

## 海難救助
HMCGは、7機の救出用ヘリコプターを英国の基地（ストーノウェイ空港、サンバラ空港、リー・オン・ソレント、ポートランド）に配置している。また、沿岸警備隊は、イギリス空軍・海軍やアメリカ空軍、アイルランド空軍の保有している航空・海上救難用ヘリコプターに出動要請を行なう。また、沿岸警備隊は海上での救出活動を行う組織である王立国家救命艇協会(Royal National Lifeboat Institution、RNLI)とも共同して作戦を頻繁に行うこともある。
遭難した船や事故にあった人は、中波や、海上用VHF無線のチャネル16でメイデイを送信したり、電話で999や112をダイヤルして助けを呼ぶ必要がある。沿岸警備隊は常に海上遭難信号周波数(これは、国際VHF救難信号周波数である156.8MHzを含む)をモニターし、監視システムの基礎である、衛星にアクセスを行う。沿岸警備隊は、危険な状態にある人を救出するために、RNLIや陸上基地の救助隊の人員や、救出用ヘリコプターを派遣する。
また、この組織は救急救命活動や病院や減圧室が必要な病人の治療も行う。サーフ・ライフセイビング・クラブとしてイギリスには多数の組織があるが、これらの組織は、緊急時には沿岸警備隊の施設として使用されることもある。
また、イギリスの水域のパトロールを時々おこなう沿岸警備隊の船は待機状態にある。彼らは、必要であれば救助を必要としている船の救出に向かう。この支援としては、損傷した船を牽引したり、修理のため港や海岸まで輸送することも含まれる。
英国皇太子は沿岸警備隊の准将である。

## マン島
1989年より、マン島において沿岸警備の任務が開始された。これは、ラムセイにある沿岸警備隊の基地の閉鎖により創設された。しかし、リバプールの沿岸警備隊は、1991年までマン島における水難事故に対する責任を負っていた。1991年に、マン島政府は英国政府からこの海域の権利を購入した。